# Simon de Vlieger
Simon de Vlieger, född 1601 i Rotterdam, död 1653 i Weesp, var en holländsk målare.
Vlieger var elev till Willem van de Velde den äldre, kanske även till Jan Porcellis, och arbetade i Rotterdam och Delft 1634–1640, Amsterdam och Weesp. Vlieger var huvudsakligen marinmålare, men försökte sig också på landskap. I sina första arbeten målade han ännu grått och entonigt såsom vissa flamska mästare, men utvecklade sig sedermera till en fin iakttagare av havets utseende vid den holländska kusten, oftast i lugnvatten, med solig och lysande luft-stämning. En av hans äldre tavlor är Storm på havet (1624, i Eremitaget, Sankt Petersburg); därnäst kommer Hav i lätt rörelse (1631, i Berlins museum). Sjöslag mellan nederländska och spanska flottorna (1633, i Amsterdams Rijksmuseum) och Flottans ankomst till Vlissingen (i Eremitaget). Till hans fullt mogna tid hör Lugna bilder från havet, i Wien, Schwerin, i Köpenhamn fyra: Floden Maas vid Rotterdam, Skepp på Zuiderzee, Sjöstycke och Jägarna vilar. Även i England finns tavlor av honom; de flesta påträffas dock i Tysklands mindre samlingar. Stockholms Nationalmuseum äger av honom Fiskebåtar i lugnt väder vid stranden samt Fågelskyttar i ekskog, en av Vliegers sällsynta målningar av denna art. Flera teckningar med skogsmotiv finns. Vlieger målade även genrebilder och porträtt samt utförde raderingar.